# Ternatus
Ternatus és un gènere d'aranyes araneomorfes de la subfamília dels erigonins, dins de la família Linyphiidae. Es poden trobar a la Xina.
Fou descrit per primera vegada per N. Sun, B. Li  i  L. H. Tu l'any 2012.

## Llista d'espècies
Segons The World Spider Catalog 12.0:
- Ternatus malleatus Sun, Li & Tu, 2012 (Espècie tipus)
- Ternatus siculus Sun, Li & Tu, 2012